# George B. Bacon
George Blagden Bacon (22 de mayo de 1836-15 de septiembre de 1876) fue un escritor y clérigo estadounidense.

## Biografía
Bacon se graduó de la Universidad de Yale en 1856. Se convirtió en ministro de la iglesia Congregacional en Orange, Nueva Jersey, en 1861, y también en fideicomisario de la Unión Congregacional Americana en 1866. En 1875, fue nominado nuevamente como fideicomisario de la junta de regentes de la Unión Congregacional, pero se negó públicamente a servir en la junta con Henry C. Bowen; el padre de Bacon, el reverendo Leonard Woolsey Bacon, se sintió lo suficientemente tergiversado por los comentarios hechos por Bowen que escribió una carta al Chicago Tribune negando públicamente cualquier amistad con Bowen. En el mismo año, George Bacon pronunció el discurso de graduación en el New York Medical College. Bacon, a quien The Nation calificó de escritor «vivaz», fue colaborador habitual de Scribner's Monthly, escribiendo sobre temas religiosos y sociales (como la inmigración china en los Estados Unidos). También escribió sobre el sábado en el cristianismo, un tema importante en los Estados Unidos de finales del siglo XIX, cuando se debatía entre quienes consideraban el día de descanso una obligación legal y quienes, incluido Bacon, lo consideraban un privilegio cristiano. Murió a los 40 años, el 15 de septiembre de 1876, tras una prolongada enfermedad. En un panegírico, Scribner's Monthly lo calificó de «clérigo literario modelo»: «Sus contribuciones a la revista siempre se caracterizaron por una visión amplia, una profunda aversión a la farsa y la hipocresía, una elevada moral y un estilo tan sencillo y directo como elegante y atractivo».